# Франкон
Франкон (фр. Francon) је насељено место у Француској у региону Миди Пирене, у департману Горња Гарона.
По подацима из 2011. године у општини је живело 217 становника, а густина насељености је износила 22,75 становника/km².

## Демографија
| 1962. | 1968. | 1975. | 1982. | 1990. | 2011. |
| ----- | ----- | ----- | ----- | ----- | ----- |
| 180   | 181   | 169   | 173   | 172   | 217   |